# Lift (film)
Lift är en amerikansk kriminal- och actionfilm från 2024. Filmen är regisserad av F. Gary Gray, efter ett manus skrivet av Daniel Kunka. Filmen hade premiär den 12 januari 2024 på strömningstjänsten Netflix. I huvudrollen ses Kevin Hart.

## Handling
Filmen kretsar kring en grupp yrkesbrottslingar som blir anlitade för att försöka stoppa en förestående terroristattack. För att stoppa attacken måste de stjäla guldtackor till ett värde av 100 miljoner dollar från ett Boeing 777 medan det befinner sig i luften mellan London och Zürich.

## Rollista (i urval)
- Kevin Hart – Cyrus
- Gugu Mbatha-Raw – Abby
- Vincent D'Onofrio – Denton
- Úrsula Corberó – Camila
- Billy Magnussen – Magnus
- Jacob Batalon – N8
- Jean Reno – Jorgenson
- Sam Worthington – Huxley
- Burn Gorman – Cormac
- Kim Yoon-ji – Mi-Sun
- Viveik Kalra – Luke
- Paul Anderson – Donal[3]